# Шумилин, Фёдор Герасимович
Фёдор Гера́симович Шуми́лин (9 (22) ноября 1904, Тула, Российская империя — 13 января 1996, Челябинск, Россия) — советский и российский инженер-строитель, преподаватель, кандидат технических наук. Основатель и первый декан инженерно-строительного факультета Челябинского политехнического института.

## Биография
Фёдор Герасимович Шумилин свою трудовую деятельность начал на государственном заводе №1 в Туле, затем работал на стройках Москвы. Без отрыва от производства в 1929 году окончил Московское высшее техническое училище (ныне — Московский государственный технический университет имени Н. Э. Баумана). С 1930 года работал на строительстве Красноуральского медеплавильного комбината. С 1931 года — начальник технического бюро на строительстве Челябинской ГРЭС. С 1932 года работал на руководящих должностях треста «Челябстрой», в том числе главным инженером, а позднее возглавил строительную лабораторию треста №42.
В 1951 году в Московском НИИ железобетона Шумилин защитил кандидатскую диссертацию, посвящённую проблемам использования промышленных отходов для производства строительных материалов. Производственную и научную деятельность совмещал с преподаванием в Челябинском институте механизации и электрификации сельского хозяйства и строительном техникуме.
В августе 1953 года Фёдор Герасимович выиграл конкурс на должность заведующего кафедрой промышленного и гражданского строительства Челябинского политехнического института. Приказом ректора института Алексея Яковлевича Сычёва от 27 августа 1953 года Шумилин назначен деканом созданного при его непосредственном участии инженерно-строительного факультета вуза. За 8 лет пребывания на этом посту организовал 8 исследовательских лабораторий; по его инициативе и под его руководством построен лабораторный корпус инженерно-строительного факультета.
Фёдор Герасимович активно занимался научными исследованиями. Он разработал ряд инструкций по изготовлению и применению известково-зольного цемента, имеет авторское свидетельство на изобретение. Его предложения по использованию шлаков феррохрома при изготовлении строительных материалов были внедрены при строительстве ряда зданий и сооружений Челябинска.
Шумилин является автором 50 научных публикаций и 20 учебно-методических разработок, проектного задания на установку по производству пористого гравия из золы ТЭЦ, технологии бетонирования дорожных покрытий и массивных конструкций в зимних условиях. Он подготовил 14 кандидатов наук. Избирался в ученый совет Академии строительства и архитектуры.